# Encyclopaedia Sinica
Encyclopaedia Sinica ist ein umfassendes englischsprachiges Nachschlagewerk zu China, verfasst von dem britischen Missionar Samuel Couling, welches 1917 erschien. Es ist noch heute wertvoll auf Grund der dort gezeigten Sicht Chinas zu Beginn des 20. Jahrhunderts. Der Name ist eine Analogie zur Encyclopaedia Britannica.
Als "Encyclopaedia Sinica" wird im internationalen Sprachgebrauch auch die „Große chinesische Enzyklopädie“ (Zhongguo da baike quanshu) bezeichnet, die zwischen 1980 und 1993 in 73 Bänden in chinesischer Sprache erschien.